# Pedro Lazaga
Pedro Lazaga (Nascido Pedro Lazaga Sabater a 3 de outubro de 1918 em Valls,Tarragona, Catalunia, Espanha e falecido a 30 de novembro de 1979 em Madri, Espanha) foi um cineasta espanhol.

## Filmografia
- 1948 – Campo Bravo
- 1951 – María Morena
- 1952 – Hombre acosado
- 1954 – La patrulla
- 1956 – La vida es maravillosa
- 1956 – Cuerda de presos
- 1956 – Torrepartida[1]
- 1957 – Muchachas de azul
- 1957 – El fotogénico
- 1957 – Roberto el diablo
- 1958 – El aprendiz de malo
- 1958 – La frontera del miedo
- 1958 – Ana dice sí
- 1959 – Luna de verano
- 1959 – El frente infinito
- 1959 – Miss Cuplé
- 1959 – Los tramposos
- 1960 – Trío de damas
- 1960 – La fiel infantería
- 1960 – Los económicamente débiles
- 1961 – Trampa para Catalina
- 1962 – Martes y trece
- 1962 – Aprendiendo a morir
- 1962 – Sabían demasiado
- 1962 – I sette gladiatori (Os Sete Gladiadores)
- 1963 – Eva 63
- 1963 – La pandilla de los once
- 1964 – Fin de semana
- 1965 – Un vampiro para dos
- 1965 – Dos chicas locas locas
- 1965 – El tímido
- 1965 – El cálido verano del Sr. Rodríguez
- 1966 – Posición avanzada [2][3]
- 1966 – La ciudad no es para mí
- 1966 – Nuevo en esta plaza
- 1966 – Operación Plus Ultra
- 1966 – Las viudas (Episódio: Luna de miel)
- 1967 – Sor Citroen
- 1967 – Los guardiamarinas
- 1967 – ¿Qué hacemos con los hijos?
- 1967 – Las cicatrices
- 1967 – El rostro del asesino
- 1967 – Los chicos del Preu
- 1967 – Novios 68
- 1968 – No le busques tres pies...
- 1968 – Las secretarias
- 1968 – El turismo es un gran invento
- 1968 – No desearás la mujer de tu prójimo
- 1968 – ¡Cómo sois las mujeres!
- 1968 – La chica de los anuncios
- 1969 – Verano 70
- 1969 – Por qué pecamos a los cuarenta
- 1969 – Abuelo Made in Spain
- 1969 – Las amigas
- 1969 – A 45 revoluciones por minuto
- 1969 – El otro árbol de Guernica
- 1970 – Las siete vidas del gato
- 1970 – El abominable hombre de la Costa del Sol
- 1970 – El dinero tiene miedo
- 1971 – Vente a Alemania, Pepe
- 1971 – Hay que educar a papá
- 1971 – Black story (La historia negra de Peter P. Peter)
- 1971 – Blanca por fuera y Rosa por dentro
- 1972 – París bien vale una moza
- 1972 – Mil millones para una rubia
- 1972 – El padre de la criatura
- 1972 – Vente a ligar al Oeste
- 1972 – No firmes más letras, cielo
- 1972 – La mansión de la niebla
- 1972 – El vikingo[4]
- 1973 – El abuelo tiene un plan
- 1973 – Las estrellas están verdes
- 1974 – El chulo
- 1974 – El amor empieza a medianoche
- 1974 – Cinco almohadas para una noche
- 1974 – Una mujer de cabaret
- 1975 – Tres suecas para tres Rodríguez
- 1975 – Terapia al desnudo
- 1975 – Largo retorno
- 1975 – En la cresta de la ola
- 1975 – Yo soy Fulana de Tal
- 1976 – Ambiciosa
- 1976 – El alegre divorciado
- 1976 – Fulanita y sus menganos
- 1976 – La amante perfecta
- 1977 – Vota a Gundisalvo
- 1977 – El ladrido
- 1977 – Hasta que el matrimonio nos separe
- 1977 – Estoy hecho un chaval
- 1978 – Estimado Sr. juez...
- 1978 – Vaya par de gemelos
- 1979 – Sette ragazze di classe